# Splachnobryum lixii
Splachnobryum lixii là một loài rêu trong họ Splachnobryaceae. Loài này được Broth. mô tả khoa học đầu tiên năm 1898.